# Liste des sites Ramsar au Nigeria
Cet article recense les zones humides du Nigeria concernées par la convention de Ramsar.

## Statistiques
La convention de Ramsar est entrée en vigueur au Nigeria le 2 février 2001.
En janvier 2020, le pays compte 11 sites Ramsar, couvrant une superficie de 10 767,28 km2.

## Liste
| Site                                           | 0            | Notes | Date           | Superficie (km²) | Altitude (m) | Identifiant Ramsar | Identifiant WDPA | Coordonnées                       | Photo |
| ---------------------------------------------- | ------------ | ----- | -------------- | ---------------- | ------------ | ------------------ | ---------------- | --------------------------------- | ----- |
| Complexe du lac Nguru (et du canal Marma) (en) | Jigawa, Yobe |       | 2 octobre 2000 | 581,00           | 340 - 345    | 1039               | 900600           | 10° 22′ 01″ nord, 12° 46′ 01″ est |       |
| Zones humides du lac Tchad au Nigeria          | Borno        |       | 30 avril 2008  | 6 073,5367       | 280          | 1749               | 903113           | 13° 04′ 37″ nord, 13° 48′ 04″ est |       |
| Forêts d'Apoi Creek                            | Bayelsa      |       | 30 avril 2008  | 292,13           | 2 - 4        | 1751               | 903104           | 4° 42′ 18″ nord, 5° 47′ 31″ est   |       |
| Zone humide de Baturiya                        | Kano         |       | 30 avril 2008  | 1 010,95         | 340 - 345    | 1752               | 903105           | 12° 32′ 20″ nord, 10° 29′ 46″ est |       |
| Lac sanctuaire Dagona                          | Yobe         |       | 30 avril 2008  | 3,44             | 340          | 1753               | 903106           | 12° 49′ 05″ nord, 10° 44′ 42″ est |       |
| Îles de Foge (de)                              | Niger, Kebbi |       | 30 avril 2008  | 42,29            | 150          | 1754               | 903107           | 10° 31′ 08″ nord, 4° 33′ 50″ est  |       |
| Plaine d'inondation basse Kaduna-moyen Niger   | Niger, Kwara |       | 30 avril 2008  | 2 290,54         | 130          | 1755               | 903108           | 8° 52′ 01″ nord, 5° 45′ 36″ est   |       |
| Lac Maladumba                                  | Bauchi       |       | 30 avril 2008  | 18,60            | 550          | 1756               | 903109           | 10° 24′ nord, 9° 51′ est          |       |
| Lac Oguta (en)                                 | Imo          |       | 30 avril 2008  | 5,72             | 50           | 1757               | 903110           | 5° 42′ 14″ nord, 6° 48′ 04″ est   |       |
| Lacs Pandam et Wase                            | Nassarawa    |       | 30 avril 2008  | 197,42           | 150          | 1758               | 903111           | 8° 42′ 43″ nord, 8° 59′ 13″ est   |       |
| Forêts du haut Orashi (en)                     | Rivers       |       | 30 avril 2008  | 251,65           | 35           | 1759               | 903112           | 4° 53′ 46″ nord, 6° 31′ 05″ est   |       |